# Casa Grande Chocolatier

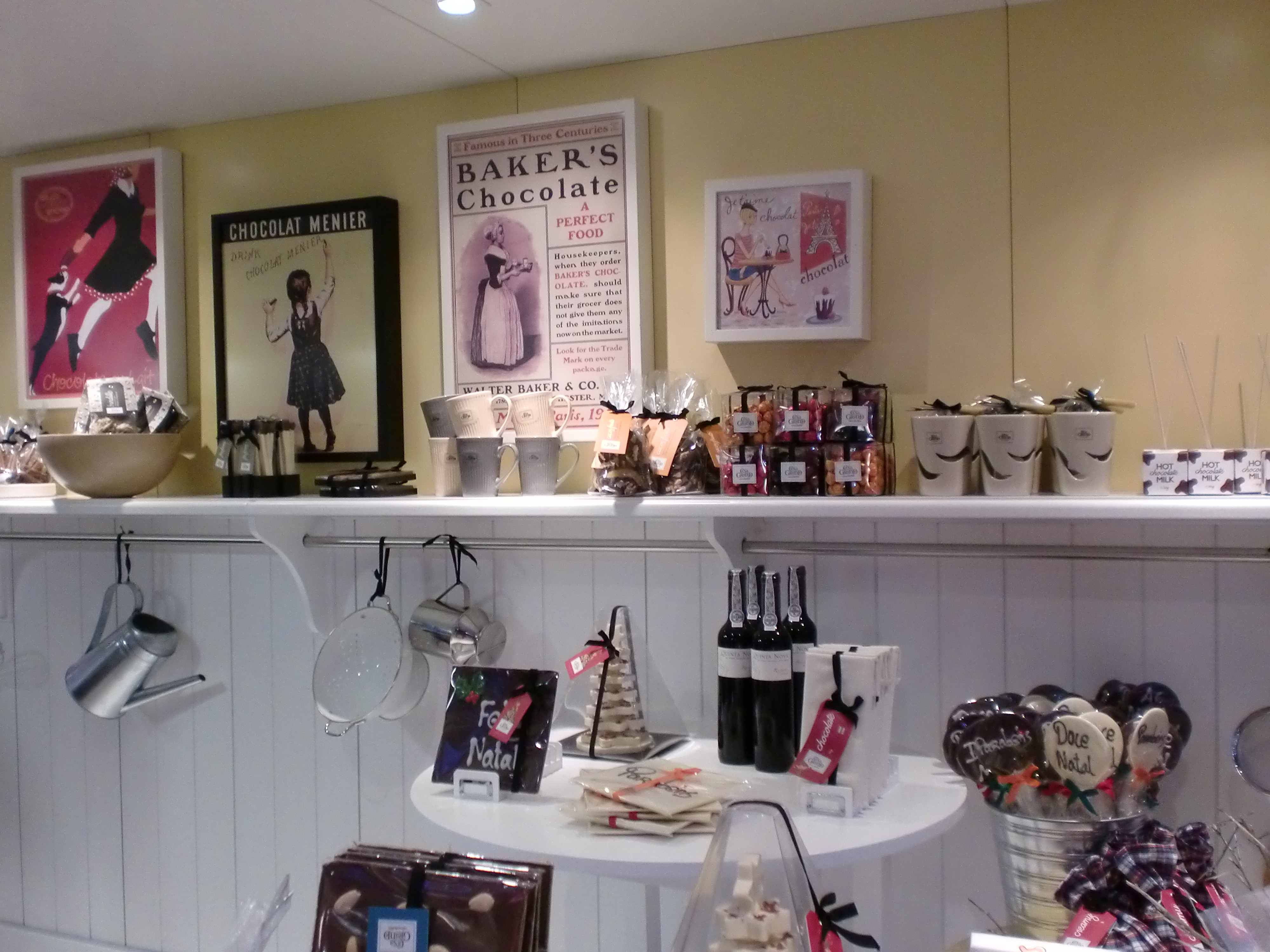
Loja Casa Grande Chocolatier

A Fábrica de Chocolate Casa Grande, Lda. é uma fábrica de chocolate localizada na freguesia de Ribeirão, Portugal. Dedica-se principalmente à produção de linhas de chocolate artesanal, dirigindo-se assim a um mercado gourmet.

## História
A Casa Grande  Chocolatier iniciou a sua atividade em 2009. Os diretores, Fernanda Pereira e Luciano Barroso, ao venderem a sua participação numa empresa têxtil, tinham notado "a ausência de produtos de cacau e de chocolate para um segmento superior no mercado português". Assim, criaram uma nova fábrica de raiz, que compreende laboratórios, salas de workshops, e onde se podem também comprar diretamente os produtos.

## Fábrica
A fábrica da Casa Grande Chocolatier abriu em 2010 e tem cerca de 1600 metros quadrados. Para além do espaço da loja e do próprio laboratório da fábrica, outras curiosidades incluem o facto de a fábrica poder ser visitada, com marcação prévia, por qualquer um.
A fábrica tem cerca de 32 colaboradores e é integrada numa área rural de Vila Nova de Famalicão.

## Produtos
Um dos produtos de destaque que a Casa Grande Chocolatier tem vindo a produzir foi o Chocolate Disco Voador, criado em parceria com a banda portuguesa Clã. Esta edição constitui-se em 100 gramas de chocolate de leite, combinando com um dos temas do álbum Disco Voador, "Chocolatando", que será oferecido nos concertos e showcases da banda, a quem tiver comprado a Edição Especial Disco Voador.
A Casa Grande Chocolatier tem-se também associado a várias provas de vinho.